# Notopleura guadalupensis
Notopleura guadalupensis là một loài thực vật có hoa trong họ Thiến thảo. Loài này được (DC.) C.M.Taylor mô tả khoa học đầu tiên năm 2001.